# Symphonie no 93 de Joseph Haydn
La Symphonie no 93 en ré majeur, Hob. I: 93, est une symphonie du compositeur autrichien Joseph Haydn qui a été composée en 1791 lors de son premier voyage à Londres. La création eut lieu au Hanover Square Rooms à Londres le 17 février 1792.

## Instrumentation
- Deux flûtes, deux hautbois, deux bassons, deux cors, deux trompettes, timbales, cordes.

Lors de la création Joseph Haydn dirige l'orchestre au pianoforte.

## Analyse de l'œuvre
La forme de cette symphonie correspond à celle de la symphonie classique en quatre mouvements.

### Adagio - Allegro assai

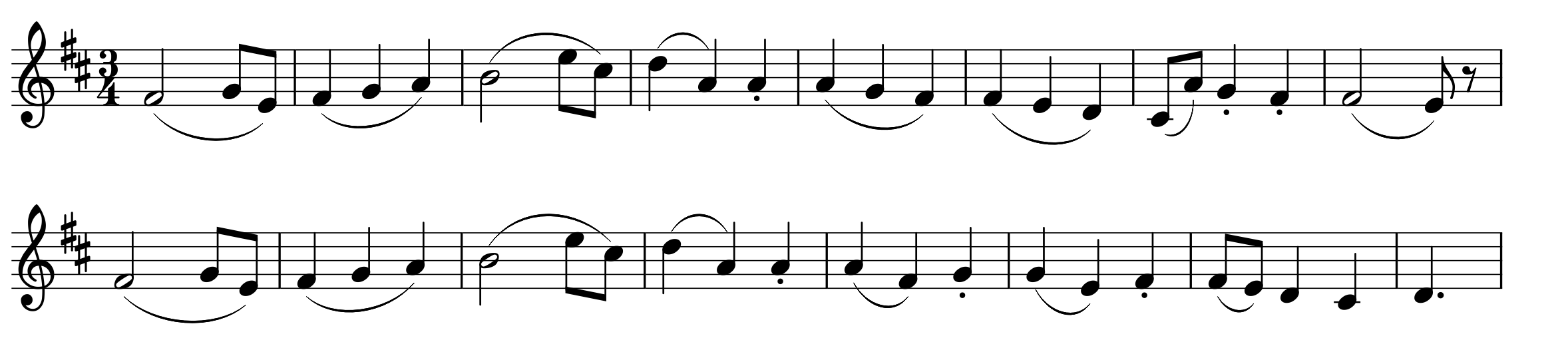
Le thème principal du premier mouvement. Le thème entre dans la 21e mesure du mouvement, après une introduction à l’Adagio.

L'Adagio débute fortissimo par trois ré à l'unisson de tout l'orchestre, dont deux points d'orgue. Suit un Allegro assai à 3/4 à deux thèmes distincts. Le développement est basé sur un motif de cinq notes issu de chacun des deux thèmes, ce qui en renforce la parenté. Le mouvement finit sur de violents accords qui confère un caractère marqué à l'ensemble de la symphonie.

### Largo cantabile
Le Largo cantabile en sol majeur tient à la fois du rondo et de la variation. À noter, à la fin du mouvement, alors que le temps semble suspendu, un 'do' fortissimo au basson dans le registre le plus grave de l'instrument. Une 'surprise' avant celle, plus connue, de la Symphonie no 94 ...

### Menuet: Allegro
Le menuet est Allegro' à 3/4. Il évoque le deuxième thème du premier mouvement. Le trio comporte une série de fanfares pour vents et timbales.

### Presto ma non troppo
Le finale, Presto ma non troppo est en 2/4 de forme sonate bi-thématique. Le second thème est proche de celui du premier mouvement.
Ce morceau a une durée approximative de 24 minutes.